# Malu Gaspar
Malu Gaspar (São Paulo, 22 de março de 1974) é uma jornalista brasileira conhecida por seu trabalho no jornalismo político. Foi editora da revista Veja no Rio de Janeiro, onde também foi chefe da Exame. Trabalhou como repórter da revista piauí, participando do podcast Foro de Teresina de sua estreia em maio de 2018 até janeiro de 2021. Atualmente é colunista do Jornal O Globo .
Publicou Tudo ou nada: Eike Batista e a verdadeira história do Grupo X (Record, 2014) e A Organização: A Odebrecht e o Esquema de Corrupção que Chocou o Mundo (Companhia das Letras, 2020).